# Murla
Murla község Spanyolországban, Alicante tartományban. Lakosainak száma 585 fő (2024). Murla Alcalalí, Benigembla, Orba, Parcent és La Vall de Laguar községekkel határos.

## Népesség
A település lakosságának változását az alábbi diagram mutatja:
| Lakosok száma | 320  | 482  | 562  | 612  | 609  | 509  | 486  | 470  | 549  | 585  |
|               | 2001 | 2004 | 2006 | 2009 | 2011 | 2014 | 2016 | 2019 | 2021 | 2024 |